# Marcos Paquetá
Marcos Paquetá (* 27. August 1958) ist ein ehemaliger brasilianischer Fußballspieler und derzeitiger -trainer.

## Werdegang
Paquetá war als Spieler für die Vereine America FC und Vasco da Gama aus Rio de Janeiro aktiv. Nach Beendigung seiner Spielerlaufbahn arbeitete er in Brasilien als Jugendtrainer. Zunächst bei Flamengo Rio de Janeiro, dann auch als Juniorennationaltrainer der U-17 und der U-20 Mannschaften Brasiliens. 2003 wurde er hintereinander mit diesen Mannschaften Fußball-Weltmeister. 2004 ging er nach Saudi-Arabien zum Verein Al-Hilal und wurde 2005 saudi-arabischer Meister. Im Dezember 2005 wurde der Trainer der saudi-arabischen Nationalmannschaft Gabriel Calderón  trotz gelungener Qualifikation für die Fußball-Weltmeisterschaft 2006 entlassen und Paquetá sein Nachfolger. Bei der Weltmeisterschaft schied Saudi-Arabien als Gruppenletzter bereits in der Vorrunde aus.
2007 übernahm Paquetá den katarischen Verein Al-Gharafa, mit dem er 2008 und 2009 Meister in der Qatar Stars League wurde. Im Juli 2009 unterschrieb Paquetá einen Zweijahresvertrag beim katarischen Verein Al-Rayyan Sport-Club. Im Juli 2010 übernahm er die Nationalmannschaft Libyens.
2018 übernahm Paquetá am 25. Juni den Botafogo FR.